# Институт языкознания имени А. А. Потебни
Институт языкознания имени А. А. Потебни НАН Украины (укр. Інститут мовознавства імені О. О. Потебні НАН України) — научно-исследовательское учреждение в Киеве, центр лингвистических исследований на Украине.

## Главные задачи
Институт является ведущим многопрофильным научно-исследовательским учреждением и основным на Украине координационным центром, который разрабатывает теоретические и методологические основы общего, славянского, балтийского, германского языкознания, структурно-математической и прикладной лингвистики.
Главной задачей института является осуществление фундаментальных и прикладных исследований с целью получения новых научных знаний, содействия духовному развитию общества.
С 2017 года его возглавляет доктор филологических наук, профессор Б. Н. Ажнюк. В 2017—2020 годах почётным директором института был академик НАН Украины В. Г. Скляренко, занимавший пост директора в 1996—2017 годах. Заместитель директора — кандидат филологических наук А. И. Скопненко.
Печатный орган — журнал «Мовознавство» (рус. Языкознание). В Институте работает аспирантура и докторантура, действует специализированный совет по защите диссертаций.

## История
Образован в 1930 году на основе языковедческих комиссий Института украинского научного языка ВУАН. В 1945 году присвоено имя А. А. Потебни — выдающегося русского и украинского филолога XIX в. Долгое время Институт был единственным языковедческим учреждением на Украине.
Подготовлено немало капитальных трудов, имеющих большое научное и практическое значение: «Українсько-російський словник» (у 6 т.; 1953—1963), «Російсько-український словник» (у 3 т.; 1968; 3-тє вид. 1987), «Словник української мови» (в 11 т.; 1970—1980), «Етимологічний словник української мови» (в 7 т.; 1982—2006), «Курс історії української літературної мови» (у 2 т., 1958—1961), «Сучасна українська літературна мова» (у 5 кн.; 1969—1973), «Українська літературна вимова і наголос» (1973), «Історія української мови» (в 4 кн.; 1979—1983), «Атлас української мови» (в 3 т.; 1984—2001), «Вступ до порівняльно-історичного вивчення слов’янських мов» (1966), «Словник мови Шевченка» (у 2 т.; 1964), «Словарь языка русских произведений Т. Г. Шевченко» (у 2 т.; 1985—1986), «Частотний словник сучасної української художньої прози» (у 2 т.; 1981), «Словник гідронімів України» (1979), «Етимологічний словник літописних географічних назв Південної Русі» (1985), словник-довідник «Власні імена людей» (1986), «Болгарсько-український словник» (1988), «Чесько-український словник» (у 2 т.; 1988—1989), «Фразеологічний словник української мови» (у 2 кн.; 1993), «Російсько-український словник наукової термінології» (у 3 кн.; 1994—1998), енциклопедія «Українська мова» (2000; 3-тє вид. 2007), словник «Фразеологія перекладів Миколи Лукаша» (2003), «Білорусько-український словник» (2006), «Мова і мовознавство в духовному житті суспільства» (2007), «Історична типологія слов’янських мов» (2008) и др.. Опубликовано несколько индивидуальных и коллективных монографий, сборников, более 20 книг из серии «Пам’ятки української мови».

## Сотрудники
В разное время в Институте работали такие известные языковеды, как А. Е. Крымский, Е. К. Тимченко, А. Н. Синявский, А. Б. Курило, М. Я. Калинович , М. Г. Грунский, Л. А. Булаховский, А. А. Белецкий, М. А. Жовтобрюх, И. А. Багмут, Ф. Т. Жилко, И. К. Белодед, А. С. Мельничук, Ю. А. Жлуктенко, Л. А. Близниченко, М. К. Бойчук, К. К. Цилуйко, Г. П. Ижакевич, З. Т. Франко, В. М. Русановский, С. И. Головащук, А. П. Непокупный, О. С. Стрижак, А. А. Бурячок, Т. В. Назарова, Н. Н. Пилинский, М. М. Пещак, А. П. Грищенко, А. М. Залесский, Г. М. Гнатюк, В. С. Перебейнос, И. Г. Матвияс, В. В. Нимчук, И. Р. Выхованец, А. Д. Пономарев, Н. Ф. Клименко, И. А. Стоянов, Л. Т. Масенко, А. Н. Гаркавец, В. С. Рыбалкин, Н. А. Каганович, Е. А. Карпиловская.
Среди нынешних сотрудников — академик НАН Украины Г. П. Пивторак, член-корреспондент НАН Украины О. Б. Ткаченко, доктора филологических наук Б. Н. Ажнюк, В. В. Жайворонок, Т. Б. Лукинова, В. В. Лучик, Н. Г. Озерова, В. П. Пономаренко, Т. В. Радзиевская, И. А. Синица, А. А. Тараненко, В. Ю. Франчук.